# Johann Victor Krämer

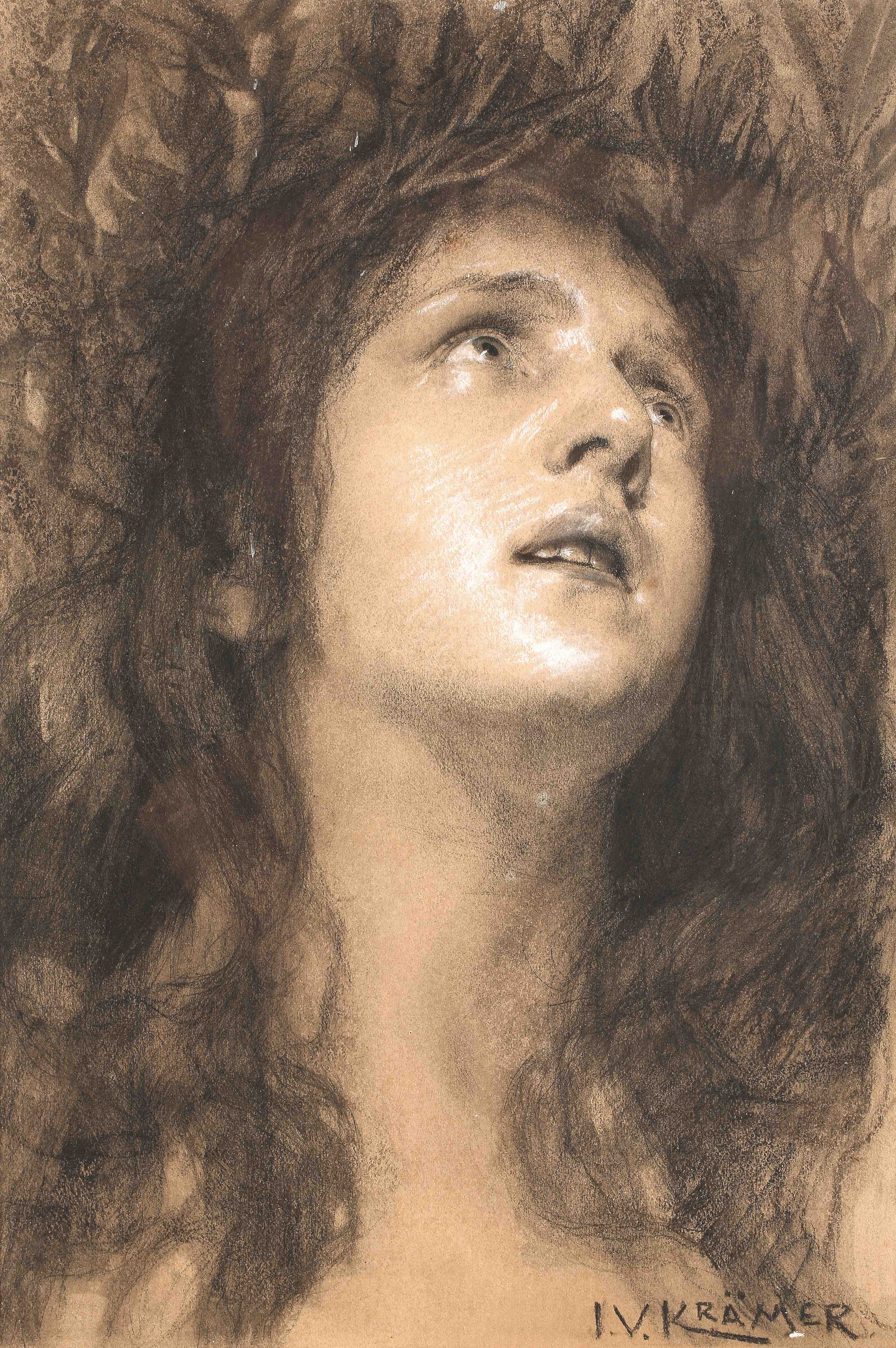
Johann Victor Krämer: Daphne, um 1900

Johann Victor Krämer (* 23. August 1861 in Adamsthal, Kaisertum Österreich; † 6. Mai 1949 in Wien) war ein österreichischer Maler, der hauptsächlich das Genre des Orientalismus pflegte.

## Leben und Wirken
Krämer war Sohn eines in Adamsthal bei Brünn ansässigen Ingenieurs. Mit einem Stipendium von Johann von Liechtenstein, der bis in die 1920er-Jahre sein Förderer bleiben sollte, absolvierte Krämer 1878 bis 1881 die Kunstgewerbeschule in Wien. 1881 bis 1883 besuchte er die allgemeine Malerschule der Akademie der bildenden Künste in Wien, 1883 bis 1888 war er Schüler des bekannten österreichischen Historien- und Orientmalers Leopold Carl Müller. Krämer erhielt schon als Student mehrere Preise, unter anderem 1888 den so genannten Rompreis. Das zu diesem gehörige Reisestipendium führte ihn von 1888 bis 1890 nach Paris, London, Madrid, Tanger (gemeinsam mit Hermann Bahr) und Italien.

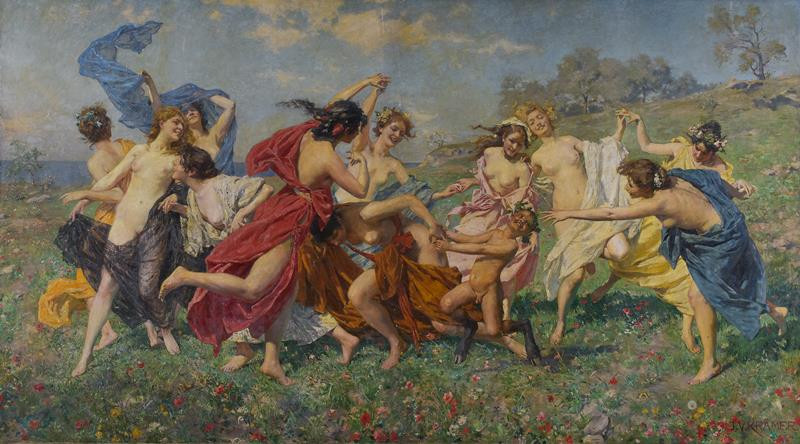
Nymphen (1894)

1891 bezog Krämer sein Atelier in Wien. Er gehörte 1897 zu den Mitbegründern der Wiener Secession. Eine zweijährige Ägypten- und Palästinareise führte ihn 1898 bis 1900 bis nach Abu Simbel und Baalbek. Krämer war zeitweilig auch als Zeichenlehrer bei der Familie des Industriellen Karl Wittgenstein tätig. Als Vierzigjähriger verlobte er sich im Oktober 1901 mit der 18-jährigen Editha Mautner-Markhof. Die Verlobung wurde bereits im Mai 1902 wieder gelöst.
Krämer war bis ins hohe Alter künstlerisch tätig und wandte sich in fortgeschrittenen Jahren zunehmend religiösen Themen zu. In den letzten Jahrzehnten hat im Zusammenhang mit dem weltweit feststellbaren gesteigerten Interesse an der Orientmalerei des 19. Jahrhunderts auch das Werk Krämers vermehrte Aufmerksamkeit gefunden.
Krämer war Mitglied im Deutschen Künstlerbund.